# Melanie Scheriau

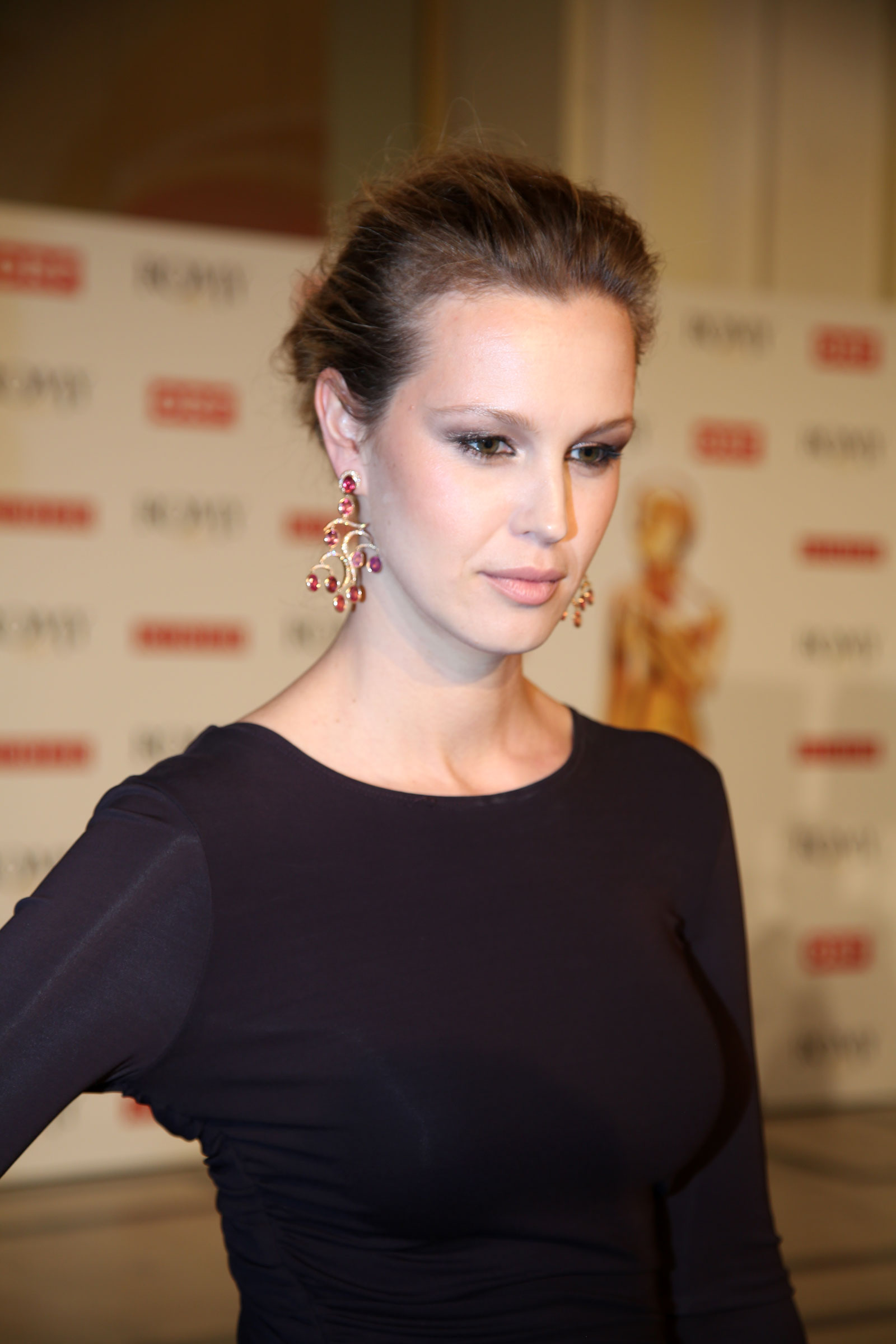
Melanie Scheriau bei der Romyverleihung 2015.

Melanie Katharina Scheriau (* 22. September 1979 in Villach, Kärnten) ist ein österreichisches Fotomodel und Fernsehmoderatorin. 

## Leben
Scheriau wuchs in Spittal an der Drau auf. Sie begann ihre Karriere mit dem Supermodel of the World Contest, den sie 1996 in Österreich gewann. 
Scheriau lief über die Jahre für Designer wie Alexander McQueen, Giorgio Armani, Emporio Armani, Trussardi und Jean-Paul Gaultier. Sie erschien in Zeitschriften wie Vogue, Elle, Marie Claire, Amica, Red, Woman, FT Mag, Cosmopolitan UK, und auf dem Cover der GQ UK. Erste Fernseherfahrungen sammelte Scheriau in diversen Fernsehwerbungen wie Sunday Times, Barilla und Shiseido und in den Musikvideos Rock DJ von Robbie Williams und Long, long way to go von Def Leppard.
Von 2013 bis 2016 moderierte Melanie Scheriau die österreichische Casting-Show Austria’s Next Topmodel. 
Sie lebt seit 2004 mit ihrem Ehemann Seth in New York.